# Dibdibo
Dibdibo est un réservoir qui se trouve dans le woreda d’Inticho au Tigré en Éthiopie. Le barrage a été construit en 1999 par la Relief Society of Tigray .

## Caractéristiques du barrage
- Hauteur: 17,8 mètres
- Longueur de la crête: 433 mètres
- Largeur du déversoir: 15 mètres

## Capacité
- Capacité d’origine : 1 022 900 m3
- Tranche non-vidangeable : 153 435 m3
- Superficie : 17,24 ha

En 2002, l’espérance de vie du réservoir (la durée avant qu’il ne soit rempli de sédiments) était estimée à 22 années.

## Irrigation
- Périmètre irrigué planifié: 100 ha
- Aire irriguée réellement en 2002: 70 ha

## Environnement
Le bassin versant du réservoir a une superficie de 7 km2. Le réservoir subit une sédimentation rapide,. La lithologie du bassin est composée de Grès d’Adigrat, Grès d’Enticho, basaltes et roches métamorphiques. Une partie des eaux du réservoir est perdue par percolation; un effet secondaire et positif est que ces eaux contribuent à la recharge des aquifères.